# Luhuwiko
Luhuwiko ist ein Verwaltungsbezirk (Ward) des Distrikts Mbinga (TC) in der tansanischen Region Ruvuma.

## Geografie
Luhuwiko liegt im Südwesten von Tansania. Es ist der östliche Stadtteil der Distrikthauptstadt Mbinga mit dem angrenzenden Umland. Der Bezirk grenzt im Nordwesten an Bethrehemu, im Norden an Utiri, im Osten an Kitanda, im Südosten an Kilimani, im Südwesten an Lusonga und im Westen an Mbinga Mjini B und Mbinga Mjini. Bei der Volkszählung 2022 lebten 8193 Menschen in 2161 Haushalten auf einer Fläche von 19 Quadratkilometern.

## Gliederung
Der Bezirk besteht aus drei Stadtteilen (Kitongoji):
- Luhuwiko A
- Luhuwiko B
- Tugutu

## Infrastruktur
- Bildung: Im Bezirk liegen zwei weiterführende Schulen.[6] Die Luhuwiko Secondary School ist eine staatliche Tagesschule mit einer Ausbildung bis zur 4. Stufe,[7] die De Paul Mbinga Secondary School ist eine Privatschule für Tages- und Internatsschüler, die ebenfalls bis zur 4. Stufe ausbildet.[8]
- Verkehr: Im Westen bildet die Nationalstraße T12 die Bezirksgrenze.[2]